# Səbinə Babayeva

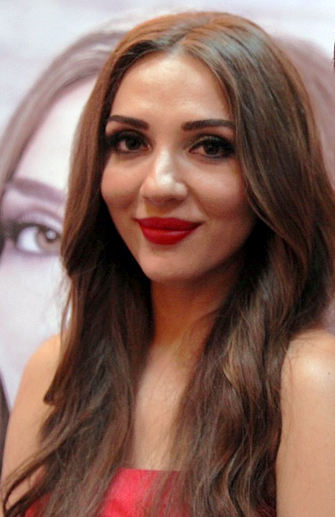
Səbinə Babayeva während des Eurovision Song Contest 2012

Səbinə Babayeva (auch Sabina Babayeva; * 2. Dezember 1979 in Baku) ist eine aserbaidschanische Sängerin.

## Leben und Wirken
Nach einem Gesangsstudium an der Musikhochschule Asaf Zeynally nahm sie an diversen Gesangs-Wettbewerben teil. In Aserbaidschan wurde sie als Sängerin des Titelsongs der Fernsehserie Bəyaz həyat bekannt. Sie nahm bereits an der Vorauswahl zum Eurovision Song Contest 2011 teil, bei der sie den dritten Platz belegte. Bei der Vorauswahl 2012 schaffte sie den ersten Platz und durfte nun ihr Land beim Eurovision Song Contest 2012 in Baku vertreten. Begleitet von der aserbaidschanischen Mugham-Legende Alim Qasimov trat sie mit der Popballade When the music dies auf und erreichte den vierten Platz.
Beim Eurovision Song Contest 2014 war sie Punktesprecherin für Aserbaidschan.
Babayeva ist seit 2012 verheiratet und seit 2016 Mutter eines Sohnes.

## Diskografie
Singles
- 2001: Sabina Babayeva
- 2003: Roya kimi
- 2009: Duets
- 2012: When the music dies
- 2012: Retro
- 2013: Ey Azerbaycanim
- 2014: Geca
- 2014: Oceans away
- 2014: Out Of Love (DJ AKG & Sabina Babayeva)